# Dorycnium rectum
Dorycnium rectum là một loài thực vật có hoa trong họ Đậu. Loài này được (L.) Ser. miêu tả khoa học đầu tiên.